# Veliki nožničar
Veliki nožničar (znanstveno ime Volvopluteus gloiocephalus) je gliva iz rodu nožničarjev (Volvopluteus). Pred tem je bila uvrščena v tod nožničark (Volvariella), kot velika nožničarka, a je filogenetska študija pokazala, da spada v poseben nov rod, za katerega je bila postavljena kot tipska vrsta.

## Značilnosti
Klobuk ima premer med 5 in 15 cm. V mladosti je jajčast ali stožčast, nato postane konveksen ali ploščat, včasih z rahlo sredinsko vdolbino. Površina je pri svežih gobah izrazito viskozna; barva sega od čisto bele do sive ali sivkasto rjave.
Lističi so gosti in v mladosti beli, kasneje pa postanejo rožnate barve.
Bet je visok od 5 do 22 cm in širok od 0,7 do 2,5 cm. Je valjast in se širi proti dnišču. Površina je bela, gladka ali prekrita s finimi belimi praškastimi zrnci. V dnišču je bel in gladek ostanek ovojnice ali volva, ki je visoka od 2 do 3 cm.
Meso je belo in na poškodovanih mestih ne spreminja barve. Vonj in okus spominjata na redkvico ali surov olupljen krompir.

## Razširjenost in življenjski prostor
Raste kot gniloživka v zastirki v parkih, vrtovih, poljih in rastlinjakih. Je ena od najbolj pogostih vrst gliv, ki uspeva od pomladi do jeseni v kultiviranem okolju.

## Mikroskopske značilnosti
Trosni prah je rožnato rjavkaste barve. Trosi so elipsasti, gladki, neamiloidni in merijo 12–18 x 7–10 μm.

## Podobne vrste
- zelena mušnica (Amanita phalloides) je smrtno strupena in ima podobno teksturo klobuka in ovojnico v dnišču, a ima obroček na betu, trosovnica pa ostane bela tudi pri starejših primerkih.
- rožnolistni kukmakovec (Leucoagaricus leucotithes) ima ista rastišča in v starosti rožnato trosovnico, a ima obroček in nima ovojnice okoli dnišča.
- jelenova ščitovka (Pluteus cervinus) ima podobno rožnate lističe, a bolj temno rjav klobuk, nima ovojnice v dnišču in raste na lesu.

## Uporabnost
Užitna, a ne preveč cenjena. Potrebna je previdnost zaradi možnih zamenjav z mušnicami, ki imajo podobno ovojnico v dnišču.

## Galerija slik
- ilustracija
- klobuk
- lističi in bet
- trosi